# کمیته ملی المپیک
کمیته‌های ملی المپیک (به انگلیسی: NOCs) تمام فعالیت‌های مرتبط با المپیک را تحت پوشش قرار می‌دهدو همچنین مسئول هماهنگی شرکت کنندگان در مسابقات المپیک می‌باشد. آن‌ها شهرهایی را برای مسابقات آینده المپیک مشخص می‌کنند و همچنین ارتقا سطح ورزشکاران و مربیان در سطح ملی و محلی را توسعه می‌دهند. در سال ۲۰۰۸ تعداد کمیته‌ها به ۲۰۵ عدد رسید. تمام ۱۹۲ عضو سازمان ملل متحد دارای کمیته ملی المپیک هستند.
اعضا کمیته‌های ملی المپیک به پنج انجمن تقسیم می‌شوند:
| محتویات   | محتویات                       | انجمن‌ها                          | تعداد اعضا          | قدیمی‌ترین کمیته                                         | جدیدترین کمیته |
| --------- | ----------------------------- | -------------------------------- | ------------------- | ------------------------------------------------------- | -------------- |
|           | آفریقا                        | انجمن کمیته‌های ملی المپیک آفریقا | ۵۳                  | مصر (۱۹۱۰)                                              | اریتره (۱۹۹۹)  |
| آمریکا    | سازمان ورزش‌های قاره‌های آمریکا | ۴۲                               | ایالات متحده (۱۸۹۴) | دومینیکا (۱۹۹۳) سنت کیتس و نویس (۱۹۹۳) سنت لوسیا (۱۹۹۳) |                |
| آسیا      | کمیته المپیک آسیا             | ۴۴                               | ژاپن (۱۹۱۲)         | تیمور شرقی (۲۰۰۳)                                       |                |
| اروپا     | کمیته المپیک اروپا            | ۴۹                               | فرانسه (۱۸۹۴)       | مونته نگرو (۲۰۰۷)                                       |                |
| اقیانوسیه | کمیته ملی المپیک اقیانوسیه    | ۱۷                               | استرالیا (۱۸۹۵)     | تووالو (۲۰۰۷)                                           |                |

## فهرست کمیته‌های ملی المپیک بر اساس سال عضویت
کمیته‌های ملی المپیک در سال ۱۸۹۴ تأسیس شد. از لیست زیر دو کشور اتحاد جماهیر شوروی، چکسلواکی حذف شده‌است.
| ۱۸۹۴ | فرانسه، ایالات متحده |
| ۱۸۹۵ | استرالیا، آلمان، یونان، مجارستان |
| ۱۹۰۰ | نروژ |
| ۱۹۰۵ | دانمارک، بریتانیا کبیر |
| ۱۹۰۶ | بلژیک |
| ۱۹۰۷ | کانادا، فنلاند |
| ۱۹۰۹ | پرتغال |
| ۱۹۱۰ | مصر |
| ۱۹۱۱ | ترکیه |
| ۱۹۱۲ | اتریش، ژاپن، لوکزامبورگ، هلند، صربستان، اسپانیا، سوئیس |
| ۱۹۱۳ | سوئد |
| ۱۹۱۴ | رومانی |
| ۱۹۱۵ | ایتالیا |
| ۱۹۱۹ | نیوزلند، لهستان |
| ۱۹۲۲ | جمهوری ایرلند |
| ۱۹۲۳ | آرژانتین، مکزیک، اروگوئه |
| ۱۹۲۴ | بلغارستان، هائیتی |
| ۱۹۲۷ | هند |
| ۱۹۲۹ | فیلیپین |
| ۱۹۳۴ | شیلی |
| ۱۹۳۵ | برزیل، ایسلند، لیختن اشتاین، ونزوئلا |
| ۱۹۳۶ | افغانستان، برمودا، بولیوی , جامائیکا، مالت، پرو |
| ۱۹۳۷ | سری لانکا (سیلان) |
| ۱۹۴۷ | گواتمالا، ایران , میانمار (بورما), پاناما، کره جنوبی) |
| ۱۹۴۸ | کلمبیا، گویان (گویان انگلیسی), عراق، لبنان، پاکستان، پورتوریکو، سنگاپور، سوریه , ترینیداد و توباگو |
| ۱۹۵۰ | جزایر آنتیل هلند، تایلند |
| ۱۹۵۱ | هنگ کنگ، نیجریه |
| ۱۹۵۲ | باهاما، غنا (ساحل طلا), اندونزی، اسرائیل |
| ۱۹۵۳ | موناکو |
| ۱۹۵۴ | کاستاریکا، کوبا، اتیوپی، مالزی (مالایا) |
| ۱۹۵۵ | باربادوس، فیجی، کنیا، لیبریا |
| ۱۹۵۶ | هندوراس، اوگاندا |
| ۱۹۵۷ | کره شمالی، تونس |
| ۱۹۵۹ | آلبانی، اکوادور، مراکش، نیکاراگوئه، سن مارینو، سودان، سورینام |
| ۱۹۶۰ | چین تایپه (جمهوری چین تأسیس ۱۹۲۲) |
| ۱۹۶۲ | بنین (داهومی), دومینیکا، السالوادور، مغولستان |
| ۱۹۶۳ | کامرون، ساحل عاج (ساحل عاج), اردن، لیبی , مالی، نپال، سنگال |
| ۱۹۶۴ | الجزایر، چاد، ماداگاسکار، نیجر، جمهوری کنگو، سیرالئون، زامبیا |
| ۱۹۶۵ | جمهوری آفریقای مرکزی، گینه، عربستان سعودی، توگو |
| ۱۹۶۶ | کویت |
| ۱۹۶۷ | بلیز (هندوراس انگلیسی), جزایر ویرجین |
| ۱۹۶۸ | جمهوری دموکراتیک کنگو، گابن، مالاوی، تانزانیا |
| ۱۹۷۰ | پاراگوئه |
| ۱۹۷۲ | بورکینا فاسو (ولتا بالا), لسوتو، موریس، سومالی، سوازیلند |
| ۱۹۷۴ | پاپوآ گینه نو |
| ۱۹۷۵ | آندورا |
| ۱۹۷۶ | آنتیگوا و باربودا، جزایر کیمن، گامبیا |
| ۱۹۷۸ | قبرس |
| ۱۹۷۹ | بحرین، لائوس، موریتانی، موزامبیک، چین (تأسیس ۱۹۵۴), سیشل، ویتنام |
| ۱۹۸۰ | آنگولا، بنگلادش، بوتسوانا، قطر، امارات متحده عربی، زیمبابوه |
| ۱۹۸۱ | یمن |
| ۱۹۸۲ | جزایر ویرجین بریتانیا، عمان |
| ۱۹۸۳ | بوتان، ساموآ (ساموآ غربی), جزایر سلیمان |
| ۱۹۸۴ | برونئی، جیبوتی، گینه استوایی، گرانادا، رواندا، تونگا |
| ۱۹۸۵ | مالدیو |
| ۱۹۸۶ | آروبا، جزایر کوک، گوام |
| ۱۹۸۷ | ساموآی آمریکا, سنت وینسنت و گرنادین، وانواتو |
| ۱۹۹۱ | استونی، لتونی، لیتوانی، نامیبیا، آفریقای جنوبی |
| ۱۹۹۳ | ارمنستان، جمهوری آذربایجان، بلاروس، بوسنی و هرزگوین، بوروندی، کیپ ورد، کومور، کرواسی، جمهوری چک، دومینیکا، گرجستان، قزاقستان، قرقیزستان، مولداوی، جمهوری مقدونیه، روسیه , سنت کیتس و نویس, سنت لوسیا، سائوتومه و پرینسیپ، اسلواکی، اسلوونی، تاجیکستان، ترکمنستان، اوکراین، ازبکستان |
| ۱۹۹۴ | کامبوج، نائورو |
| ۱۹۹۵ | گینه بیسائو، فلسطین |
| ۱۹۹۷ | ایالات فدرال میکرونزی |
| ۱۹۹۹ | اریتره، پالائو |
| ۲۰۰۳ | کیریباتی، تیمور شرقی |
| ۲۰۰۶ | جزایر مارشال |
| ۲۰۰۷ | مونته نگرو، تووالو |

## کمیته‌های شناخته نشده
کاتالونیا, جبل الطارق, پلینزی فرانسه, نیوئه, کوزوو, سومالی‌لند, کالدونیای جدید, کردستان, جمهوری ترک قبرس شمالی, آبخاز, جزایر فارو, سرخ‌پوست, جزایر ماریانای شمالی، آنگویلا، مونتسرات، جزایر تورکس و کایکوس.